# Parasophronica
Parasophronica is een kevergeslacht uit de familie van de boktorren (Cerambycidae). De wetenschappelijke naam van het geslacht werd voor het eerst geldig gepubliceerd in 1940 door Breuning.

## Soorten
Parasophronica omvat de volgende soorten:
- Parasophronica albomaculata Breuning, 1956
- Parasophronica strandiella Breuning, 1940